# Malte Hellwig
Pour les articles homonymes, voir Hellwig.
Malte Hellwig est un joueur de hockey sur gazon allemand évoluant au poste d'attaquant au HTC Uhlenhorst Mülheim et avec l'équipe nationale allemande,.

## Biographie
Malte est né le 23 octobre 1997 en Allemagne.

## Carrière
Il a été appelé en équipe nationale en 2019 pour concourir à la Ligue professionnelle 2019,.

## Palmarès
- : 3e à l'Euro U21 en 2017